# Лотар фон Метерних
Лотар фон Метерних (на немски: Lothar von Metternich; * 31 август 1551, дворец Фетелховен, Графшафт; † 17 септември 1623, Кобленц) e архиепископ и курфюрст на Трир (1599 – 1623).

## Живот
Той е син на Ханс фон Метерних-Фетелховен (1500 – 1562), амтсман на Зафенберг, и четвъртата му съпруга Катарина фон дер Лайен (1528 – 1567), вдовица на Дамян (Херман) Квад фон Ландскрон († 1531/1542), дъщеря на Бартоломеус фон дер Лайен, господар на Гондорф, байлиф на Андернах († 1539) и Катарина фон Палант († 1554). Чрез майка си той е племенник на архиепископа на Трир и курфюрст Йохан VI фон дер Лайен (1556 – 1567). Далечен чичо е на прочутия канцлер княз Клеменс фон Метерних (1773 – 1859).
Лотар е възпитаван от йезуитите, след това следва в университетите в Кьолн (1567 – 1577), в Перуджа (1577 – 1579) и в Падуа (1579 – 1581). Той пътува в Италия и Франция и говори добре фламандски, френски, италиански и латински.
През 1574 г. той е дякон в Трир и през 1599 г. свещеник в Трир. На 7 август 1599 г. е избран за архиепископ на Трир. Помазан е на 30 юли 1600 г. в църквата „Св. Флорин“ в Кобленц. Император Рудолф II му дава „регалиен“ през 1600 г., чрез които получава и светското управление на държавата Трир.
По време на службата му започва Тридесетгодишната война.
- „Алерхайлигеналтар“ – Гробният олтар на Лотар фон Метерних в катедралата в Трир
- Лотар фон Метерних на гробния му олтар
- Гербът на род Метерних